# Фама, Юджин
Юджин Фа́ма (англ. Eugene F. Fama; род. 14 февраля 1939, Бостон) — американский экономист. Лауреат Нобелевской премии по экономике 2013 года. Автор гипотезы эффективного рынка, подразумевающей, что вся существенная информация сразу и полностью отражается на стоимости ценных бумаг. Проект «Научные статьи в экономике» оценил его как седьмого по влиянию экономиста всех времен, основываясь на его академическом вкладе.

## Биография
Родился в семье выходцев из Италии, вырос в небогатом квартале Бостона. Окончил католическую школу, затем поступил в университет Тафтса (Медфорд, штат Массачусетс). Сначала выбрал в качестве основного предмета французский язык, но, женившись, изменил специализацию на экономику. Работал как научный сотрудник под руководством профессора экономики Гарри Эрнеста, который изучал динамику цен на фондовом рынке.
Получил степень бакалавра (1960) со специализацией в романских языках университета Тафтса; магистра делового администрирования (1963) и доктора философии (1964) в области экономики и финансов Чикагского университета. С 1963 года преподаёт в Школе бизнеса им. Бута Чикагского университета (профессор с 1968). Входит в редколлегию Journal of Financial Economics.
Член Американской академии искусств и наук (с 1989), корреспондент французской Академии моральных и политических наук (2001).

### Общественная деятельность
В 2016 году подписал письмо с призывом к Greenpeace, Организации Объединенных Наций и правительствам всего мира прекратить борьбу с генетически модифицированными организмами (ГМО).

### Семья
Дочь — Элизабет, писательница, автор романов фэнтэзи для подростков, замужем за экономистом Джоном Кохрейном.

## Научный вклад
В 1965 году сформулировал принципы гипотезы эффективного рынка. В соавторстве с Кеннетом Френчем, Фама улучшил эмпирическую результативность модели оценки капитальных активов. Он ввел в неё две новые переменные: величину рыночной капитализации и отношение цены к балансовой стоимости.

## Основные произведения
- «Теория финансов» (The Theory of Finance, 1972, в соавторстве с М. Миллером);
- «Основы финансов» (Foundations of Finance, 1976).
- Value versus Growth: The International Evidence. (1998, в соавторстве с К. Френчем).
- Forecasting Profitability and Earnings. (2000, в соавторстве с К. Френчем).
- Fama, Eugene F. and French, Kenneth R. The Capital Asset Pricing Model: Theory and Evidence (2003)
- Финансовое посредничество и контроль уровня цен = Financial intermediation and price level control. // Экономическая политика. 2013. № 6. С. 161—185.